# Daleman (Kedungdung)
Daleman is een bestuurslaag in het regentschap Sampang van de provincie Oost-Java, Indonesië. Daleman telt 3650 inwoners (volkstelling 2010).